# 希臘平原
希臘平原（拉丁語：Hellas Planitia，或希臘撞擊盆地、希臘盆地），是一個位於火星南半球高地中的一個巨大的撞擊盆地，中心在42°42′S 70°00′E / 42.7°S 70.0°E。希臘平原直徑2,300公里，約成東西向的橢圓形，是火星上最大的撞擊構造。一般相信是在39億年前的後期重轟炸期一顆小行星撞擊所產生的。
平原的邊緣與底部的高度差約為9公里，而最深處則低於基準面8200公尺，位於32°48′S 62°06′E / 32.8°S 62.1°E的一個隕石坑內。氣壓超過10毫巴，比基準面的6.1毫巴高，也比水的三相點──6.12毫巴要高，而假如溫度高於0.01℃的話，液態水便可能穩定存在。

## 地理

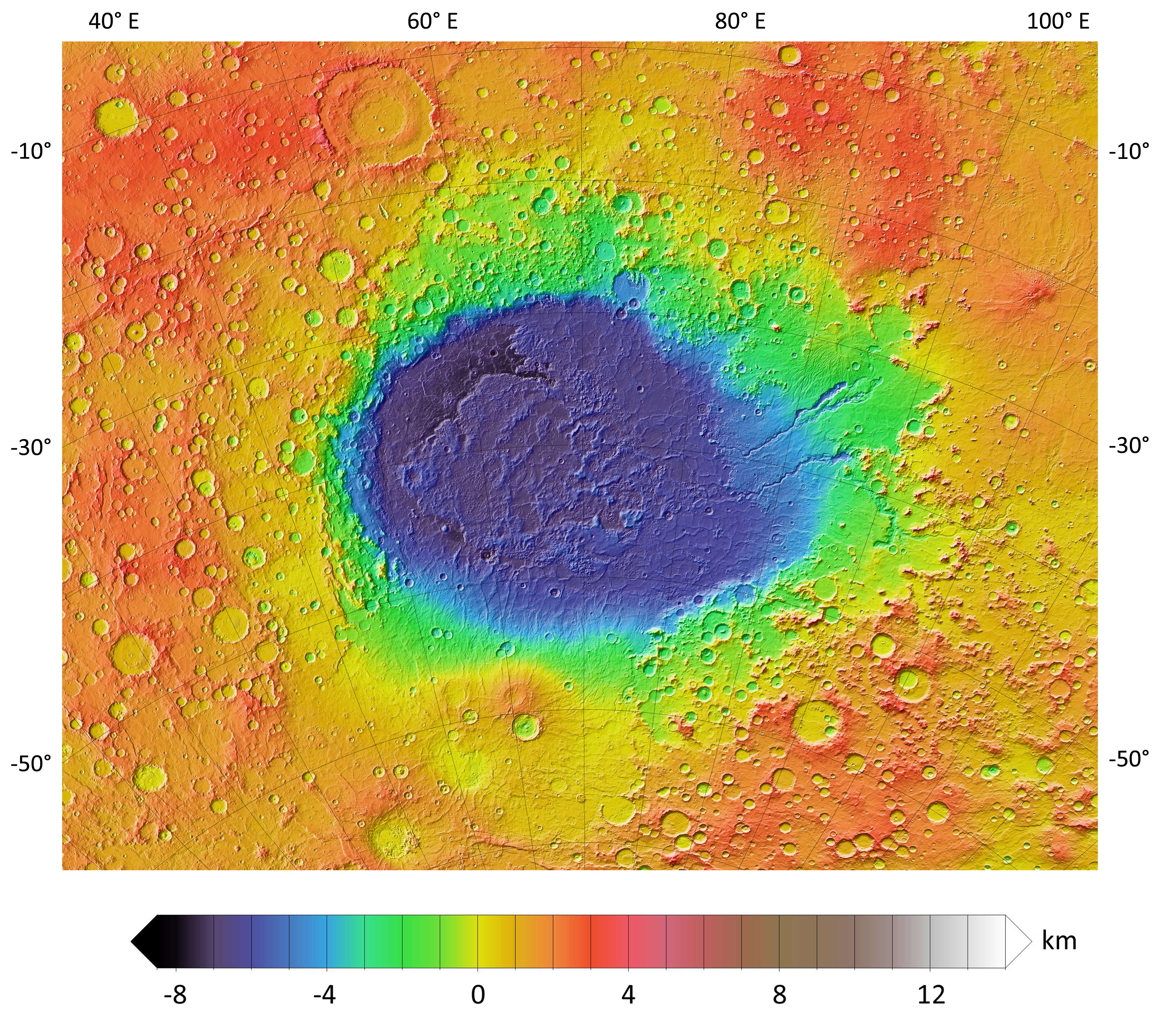
希臘平原地形圖

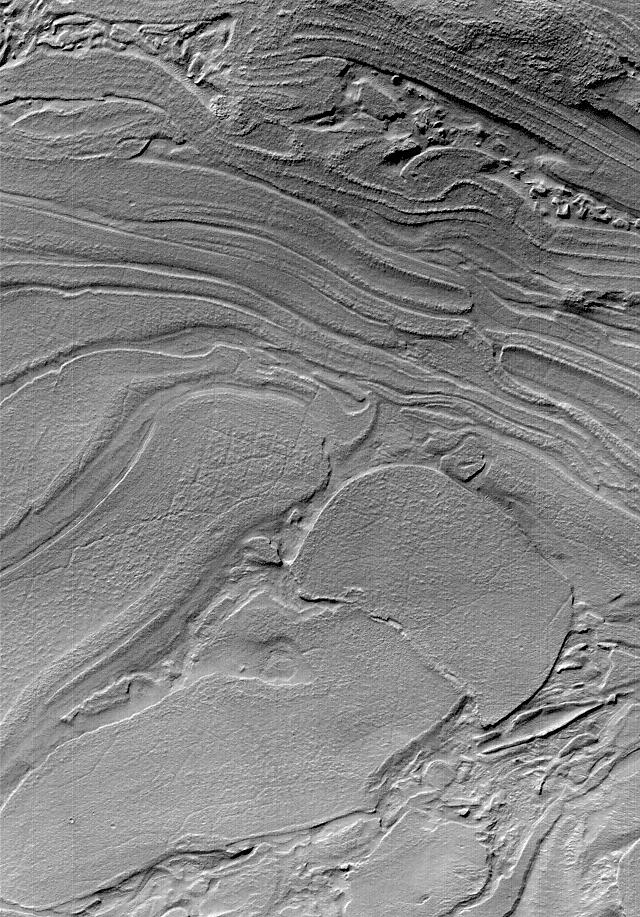
盆地底部典型的地形

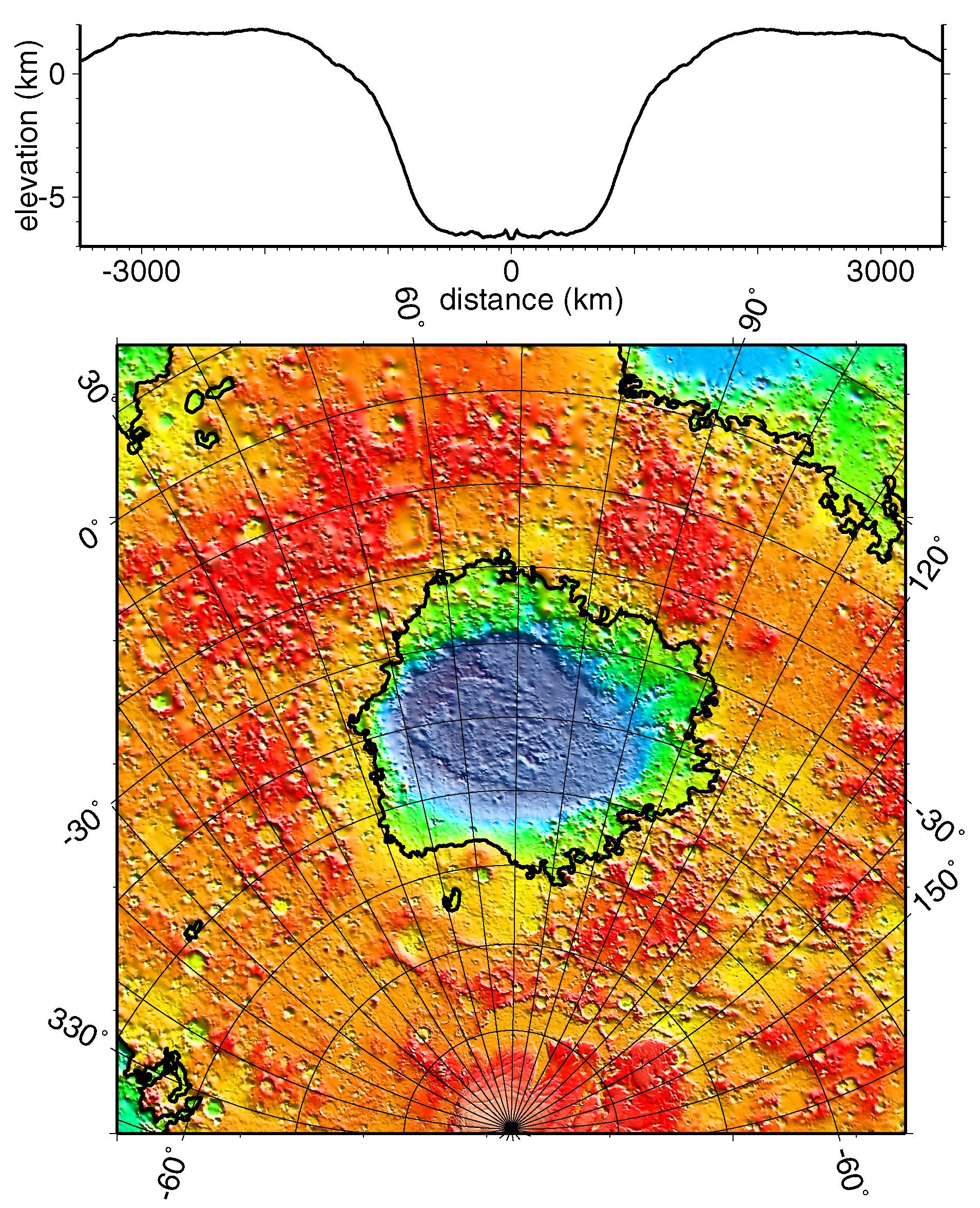
此地形圖顯示周圍圓環殘骸的高度

雖為一個撞擊盆地，卻不見明顯的圓形隕石坑壁，是因為撞擊造成飛濺物質地鬆軟，在遠古大氣較厚的時代即被風所侵蝕。遠古時期的流水亦為侵蝕的因素之一，因為有數個乾峽谷由周圍高地流入。如今隕石坑壁只剩西緣的赫勒彭特斯山脈。
希臘平原的盆底被一層特別明亮的沙子覆蓋，在望遠鏡觀測時代即為明顯特徵。到太空探測時代，才發現盆底其實並不如想像中的平，而是非常崎嶇，充滿山脊和沉積層，表示了複雜的地質史，其中可能有水的參與。

### 可能的冰川
火星偵察軌道器的淺地層雷達探測結果認為在希臘平原東部區域的三個相連的隕石坑有冰川埋藏在表土之下。被埋住的冰川，依據淺地層雷達的測量在高處隕石坑的厚度約為250米，在中間和底處的隕石坑則約300和450米。科學家相信冰和雪先在地勢較高處的隕石坑累積，再依序滑經其他兩個隕石坑，而現在受到一層岩石碎屑和塵土的保護才免於昇華。表面的溝和脊是由於冰滑動時的變形所造成。
目前淺地層雷達已發現大量相似的冰川地形，廣泛分布在南北半球35~60度，顯示出這些不在極區的冰可能是自上次冰期消退後殘留下來的。此外，這些大量的冰還可做為未來探測的有用資源。

### 周圍地形
希臘盆地周圍分布著一些古老的火山，如東北的泰倫納山和哈德里亞卡山，南則有安翡翠特斯山和佩紐斯山，這些火山和塔爾西斯或埃律西昂的火山一樣是盾狀火山，但其中前二者多了很多由火山口延伸的放射狀的溝谷，可能是地下冰層受熱融解，使水滲入所致。而這些水釋放出來形成峽谷，其中最大的兩個是東邊的道谷與哈馬契斯谷，遠古時期水可能最後流入希臘盆地。現在，這兩處夠低，在中午液態水也能穩定存在。

## 發現與命名
由於顏色較周圍明亮，使得她是望遠鏡中顯著的特徵。在喬范尼·夏帕雷利將它命名為希臘（Hellas）之前，1867年理查德·安东尼·普罗科特就將它命名為洛克義爾地（Lockyer Land），為了紀念英國天文學家约瑟夫·诺曼·洛克耶爵士。他用一個6.25吋（16公分）的折射望遠鏡繪製了「第一個真實的火星圖像」（the first really truthful representation of the planet）（欧仁·米歇尔·安东尼亚第評論）.